# Vincent Price
Vincent Leonard Price Jr. (27. května 1911, St. Louis, Missouri, USA – 25. října 1993, Los Angeles, Kalifornie, USA) byl americký herec nejlépe známý pro své role ve filmových hororech 50. a 60. let 20. století a dosud je označován za jednoho z průkopníků tohoto žánru. Jeho kariéra ovšem často zahrnovala i film noir, thrillery, dramata či převážně černé komedie. Price se často objevoval v divadle, v televizi i rádiu. Na svědomí má přes 100 filmových titulů. Ve volném čase byl gurmánský kuchař a dokonce vydal několik kuchařských knih.

## Herecká kariéra

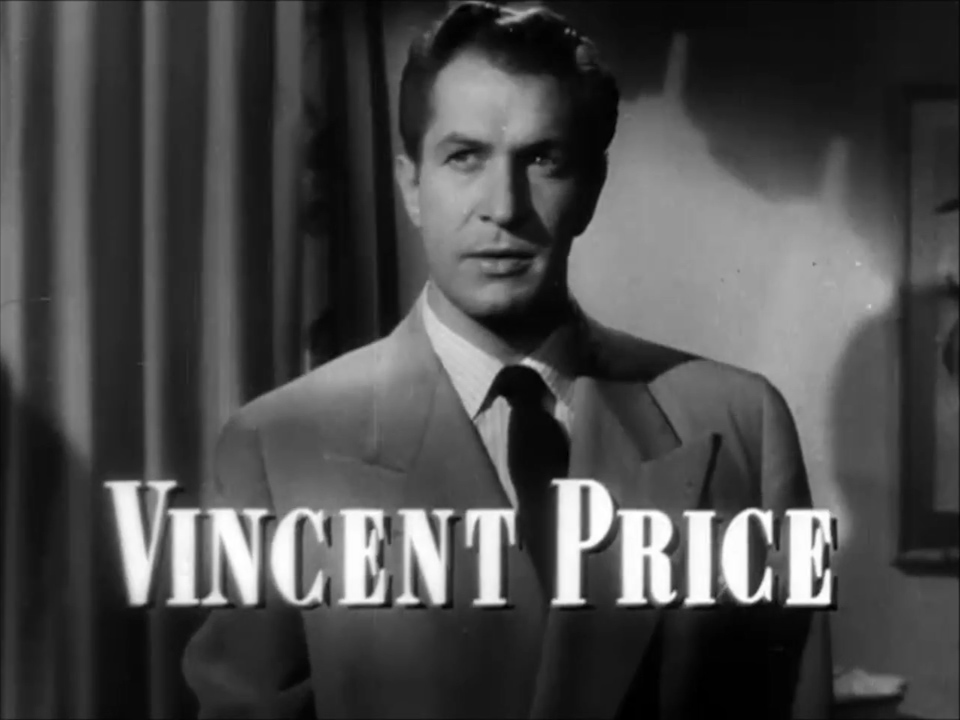
Vincent Price ve filmu Laura (1944)

V Hollywoodu se začal objevovat koncem 30. let. Výrazněji se ovšem začal prosazovat až o několik let později a to převáže vedlejšími rolemi, převážně v thrillerech a noirech. Za zmínku stojí například Laura (1944) či Smrtelný hřích (1945).
Ovšem vrchol Priceovy kariéry nastal s nástupem 50. let. Roku 1953 dostal hlavní roli v hororu Dům voskových figurín, který se setkal s výjimečným úspěchem a později se stal klasikou svého žánru. Roku 2005 byl natočen nepříliš podařený remake. Tento snímek určil další směr Priceovy kariéry. Objevil se například ve vedlejší roli ve snímku Moucha (1958), který byl úspěšně zremakeován v 80. letech.
Na počátku 60. let se proslavil už úplně a to především hororovými adaptacemi slavných povídek Egara Allana Poa Jáma a kyvadlo (1961), Zánik domu Usherů (1960), Historky hrůzy (1962), či tak trochu parodická verze Havrana (1963). I v nadešlých letech se Vincent Price objevoval v Thrillerech, např. Strašidelný palác (1963), Dům hrůzy (1959), či Maska rudé smrti (1964). Ovšem čím dal častěji byl ke spatření také v komediálně laděných hororech z britské produkce - Krvavé divadlo (1973), Dům dlouhých stínů (1983).
V 70. letech si také zahrál v jedné epizodě slavného detektivního seriálu Columbo. V 80. letech, kdy už jeho kariéra spěla ke konci například namluvil svou oblíbenou postavu, ďábelského profesora Ratigana v animovaném filmu z produkce Disney Slavný myší detektiv (1986) a zahájil také krátkou, ale podstatnou spolupráci se svým obdivovatelem, slavným režisérem Timem Burtonem. Odvyprávěl jednu z Burtonových režisérských prvotin, krátkometrážní snímek, v němž Burton využívá stop-motion animaci, zvaný Vincent (1982). Film vypráví o chlapci, jež touží být jako jeho idol, hororová legenda Vincent Price. Jednalo se Burtonovo vyjádření úcty k tomuto herci. Poté si zahrál malou, přesto významnou roli v Burtonově dalším a dnes již kultovním filmu Střihoruký Edward (1990), postaršího vynálezce, který Edwarda sestrojí. Ta se stala jednou z posledních Priceových rolí.

## Filmografie, výběr
- Hra s ohněm (1990)
- Střihoruký Edward (1990)
- Slavný myší detektiv (1986), hlas
- Dům dlouhých stínů (1983)
- Vincent (1982), hlas
- Klub příšer (1981)
- Madhouse (1974)
- Krvavé divadlo (1973)
- Znovuzrození Dr. Phibese (1972)
- Ohavný Dr. Phibes (1971)
- Volání smrti (1970)
- Lovci čarodějnic (1967)
- Dr. Goldfoot, tvůrce robotických žen (1965)
- Ligeina hrobka (1965)
- Komedie plná hrůz (1964)
- Maska rudé smrti (1964)
- Bláznův deník (1963)
- Havran (1963)
- Hrůzostrašné příběhy (1963)
- Strašidelný palác (1963)
- Historky hrůzy (1962)
- Jáma a kyvadlo (1961)
- Pán světa (1961)
- Zánik domu Usherů (1960)
- Dům hrůzy (1959)
- Třaslavec (1959)
- Moucha (1958)
- Dům voskových figurín (1953)
- Smrtelný hřích (1945)
- Laura (1944)
- Návrat neviditelného muže (1940)
- Soukromý život Alžběty a Essexe (1939)

## Osobní život
Vincent Price byl za svůj život celkem třikrát ženatý a má dvě děti. Se svou poslední manželkou se seznámil u natáčení filmu Krvavé divadlo (1973). Jeho dcera, Victoria Price v roce 1998 vydala knihu Vincent Price: A Daughter's Biography, kde popisuje otcův počáteční antisemitismus a obdiv vůči německému diktátoru Adolfu Hitlerovi. Price podporoval svoji dceru, když přiznala, že je lesba a ta ve své knize napsala, že si je téměř jista, že otec měl důvěrné vztahy i s muži.

### Smrt
Price trpěl emfyzémem i Parkinsonovou chorobou. Jeho příznaky byly obzvláště vážné během natáčení Střihorukého Edwarda, takže bylo nutné zkrátit jeho natáčecí dny. Zemřel ve věku 82 let na karcinom plic 25. října 1993 ve svém domě, v Los Angeles. Jeho tělo bylo zpopelněno a následně rozptýleno na Point Dume, v Malibu, v Kalifornii.